# Bléré
 (août 2024).
Si vous disposez d'ouvrages ou d'articles de référence ou si vous connaissez des sites web de qualité traitant du thème abordé ici, merci de compléter l'article en donnant les références utiles à sa vérifiabilité et en les liant à la section « Notes et références ».
Bléré (prononcé [bleʁe] ) est une commune française située dans le département d'Indre-et-Loire, en région Centre-Val de Loire. La ville borde les rives du Cher et est dans l'arrondissement de Loches.

## Géographie

### Alentours culturels
Bléré, au cœur du « Jardin de la France », se situe à 27 km de Tours, à 225 km au sud-ouest de Paris, et est proche des grands châteaux de la Loire. Elle est distante de :
- 7 km à l'ouest de Chenonceaux ;
- 10 km au sud d'Amboise ;
- 16 km de Montpoupon ;
- 17 km à l'ouest de Montrichard et à l'est de Montlouis-sur-Loire.

La ville de Bléré se trouve dans la vallée du Cher et dans une région agricole et viticole plutôt boisée.

### Communes limitrophes
Les communes limitrophes sont  Athée-sur-Cher, Cigogné, Civray-de-Touraine, Dierre, La Croix-en-Touraine, Luzillé et Sublaines.
| Dierre         | La Croix-en-Touraine |                    |
| Athée-sur-Cher | Bléré                | Civray-de-Touraine |
| Cigogné        | Sublaines            | Luzillé            |

### Hydrographie

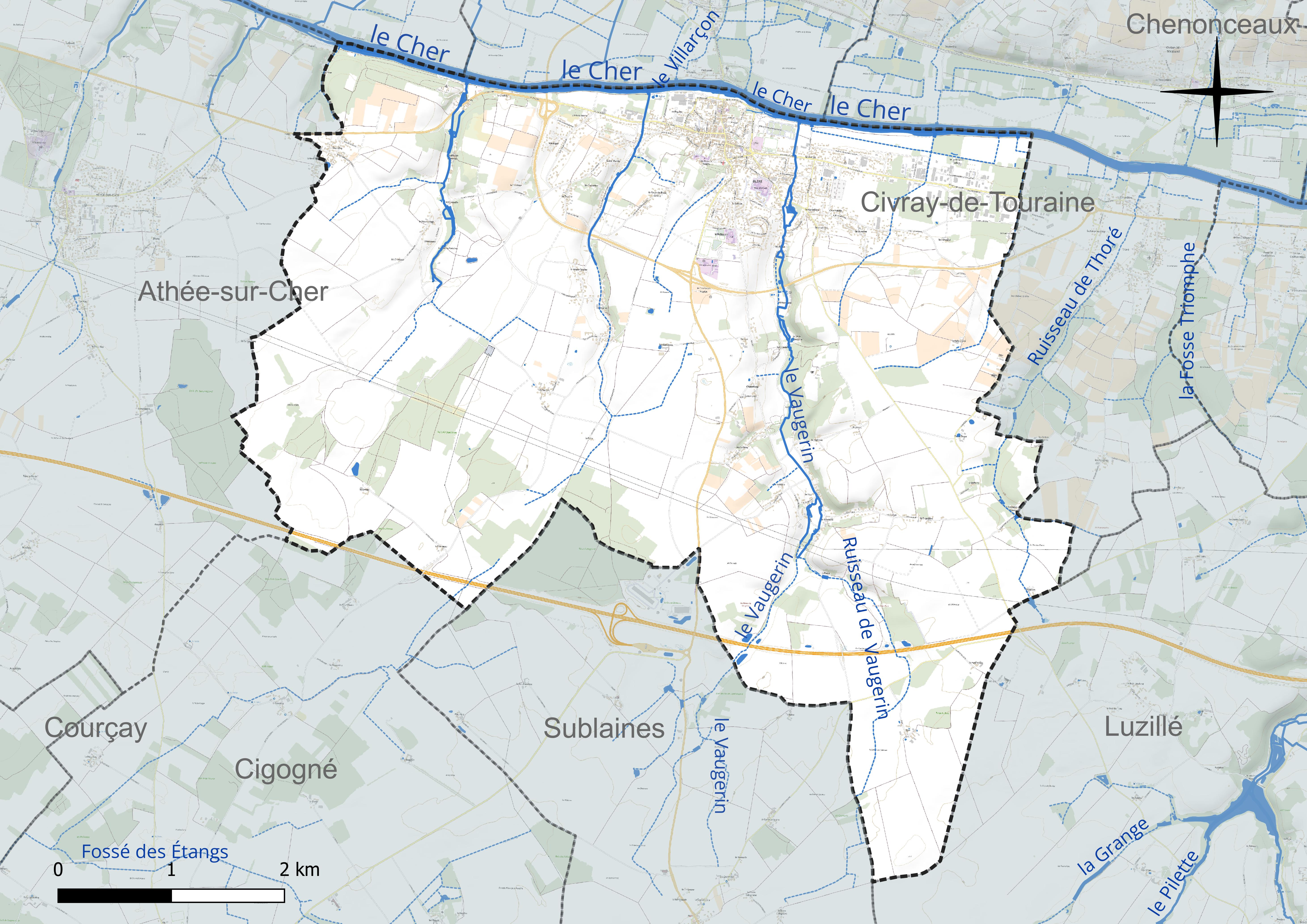
Réseau hydrographique de Bléré.

La commune est traversée par le Cher d'est en ouest (4,413 km). Le réseau hydrographique communal, d'une longueur totale de 32,55 km, comprend en outre divers petits cours d'eau,.
Le Cher, d'une longueur totale de 365,5 km, prend sa source à 714 mètres d'altitude à Mérinchal, dans la Creuse et se jette  dans la Loire à Villandry, à 40 m d'altitude, après avoir traversé 117 communes. Il constitue la limite séparative nord de la commune. Le Cher présente des fluctuations saisonnières de débit assez marquées. Sur le plan de la prévision des crues, la commune est située dans le tronçon du Cher tourangeau, dont la station hydrométrique de référence la plus proche est située à  Tours [Pont Saint Sauveur]. Le débit mensuel moyen (calculé sur 53 ans pour cette station) varie de 25,8 m3/s au mois à 192 m3/s au mois de février. Le débit instantané maximal observé sur cette station est de 1 000 m3/s le 24 mars 1988, la hauteur maximale relevée a été de 4,96 m le 5 juin 2016,.
Ce cours d'eau est classé dans les listes 1 et 2 au titre de l'article L. 214-17 du code de l'environnement sur le Bassin Loire-Bretagne. Au titre de la liste 1, aucune autorisation ou concession ne peut être accordée pour la construction de nouveaux ouvrages s'ils constituent un obstacle à la continuité écologique et le renouvellement de la concession ou de l'autorisation des ouvrages existants est subordonné à des prescriptions permettant de maintenir le très bon état écologique des eaux. Au titre de la liste 2, tout ouvrage doit être géré, entretenu et équipé selon des règles définies par l'autorité administrative, en concertation avec le propriétaire ou, à défaut, l'exploitant,.
Sur le plan piscicole, le Cher est classé en deuxième catégorie piscicole. Le groupe biologique dominant est constitué essentiellement de poissons blancs (cyprinidés) et de carnassiers (brochet, sandre et perche).

### Climat
Pour des articles plus généraux, voir Climat du Centre-Val de Loire et Climat d'Indre-et-Loire.
En 2010, le climat de la commune est de type climat océanique dégradé des plaines du Centre et du Nord, selon une étude du CNRS s'appuyant sur une série de données couvrant la période 1971-2000. En 2020, Météo-France publie une typologie des climats de la France métropolitaine dans laquelle la commune est exposée à un climat océanique altéré et est dans la région climatique  Moyenne vallée de la Loire, caractérisée par une bonne insolation (1 850 h/an) et un été peu pluvieux. 
Pour la période 1971-2000, la température annuelle moyenne est de 11,1 °C, avec une amplitude thermique annuelle de 14,9 °C. Le cumul annuel moyen de précipitations est de 649 mm, avec 10 jours de précipitations en janvier et 7 jours en juillet. Pour la période 1991-2020, la température moyenne annuelle observée sur la station météorologique de Météo-France la plus proche, sur la commune de Sublaines à 7 km à vol d'oiseau, est de 12,1 °C et le cumul annuel moyen de précipitations est de 647,3 mm,. Pour l'avenir, les paramètres climatiques de la commune estimés pour 2050 selon différents scénarios d'émission de gaz à effet de serre sont consultables sur un site dédié publié par Météo-France en novembre 2022.
| Mois                                  | jan.           | fév.           | mars           | avril         | mai             | juin          | jui.          | août           | sep.           | oct.            | nov.            | déc.             | année      |
| ------------------------------------- | -------------- | -------------- | -------------- | ------------- | --------------- | ------------- | ------------- | -------------- | -------------- | --------------- | --------------- | ---------------- | ---------- |
| Température minimale moyenne (°C)     | 2,2            | 2,1            | 3,9            | 5,8           | 9,2             | 12,4          | 14,1          | 14             | 11             | 8,8             | 5               | 2,6              | 7,6        |
| Température moyenne (°C)              | 4,9            | 5,5            | 8,4            | 11            | 14,5            | 17,9          | 20            | 19,9           | 16,5           | 12,9            | 8,1             | 5,3              | 12,1       |
| Température maximale moyenne (°C)     | 7,6            | 9              | 12,9           | 16,2          | 19,8            | 23,5          | 25,8          | 25,9           | 21,9           | 17              | 11,3            | 8                | 16,6       |
| Record de froid (°C) date du record   | −12,2 07.01.09 | −14,3 07.02.12 | −10,7 01.03.05 | −3,1 08.04.03 | 0,2 07.05.1997  | 2,8 01.06.06  | 7 12.07.00    | 6,3 29.08.1995 | 3,2 29.09.1995 | −2,9 30.10.1997 | −9,1 22.11.1993 | −11,2 29.12.1996 | −14,3 2012 |
| Record de chaleur (°C) date du record | 16,2 01.01.23  | 23,3 27.02.19  | 24,4 31.03.21  | 28,9 30.04.05 | 31,9 14.05.1992 | 39,2 18.06.22 | 40,3 25.07.19 | 39,6 05.08.03  | 35,2 09.09.23  | 31,1 02.10.23   | 21,9 07.11.15   | 17,9 07.12.00    | 40,3 2019  |
| Précipitations (mm)                   | 56             | 46,8           | 45,3           | 48,2          | 61,2            | 46            | 49,3          | 48,8           | 49,6           | 65,9            | 64,3            | 65,9             | 647,3      |

## Urbanisme

### Typologie
Au 1er janvier 2024, Bléré est catégorisée bourg rural, selon la nouvelle grille communale de densité à sept niveaux définie par l'Insee en 2022.
Elle appartient à l'unité urbaine de Tours, une agglomération intra-départementale regroupant 38  communes, dont elle est une commune de la banlieue,,. Par ailleurs la commune fait partie de l'aire d'attraction de Tours, dont elle est une commune de la couronne,. Cette aire, qui regroupe 162 communes, est catégorisée dans les aires de 200 000 à moins de 700 000 habitants,.

### Occupation des sols

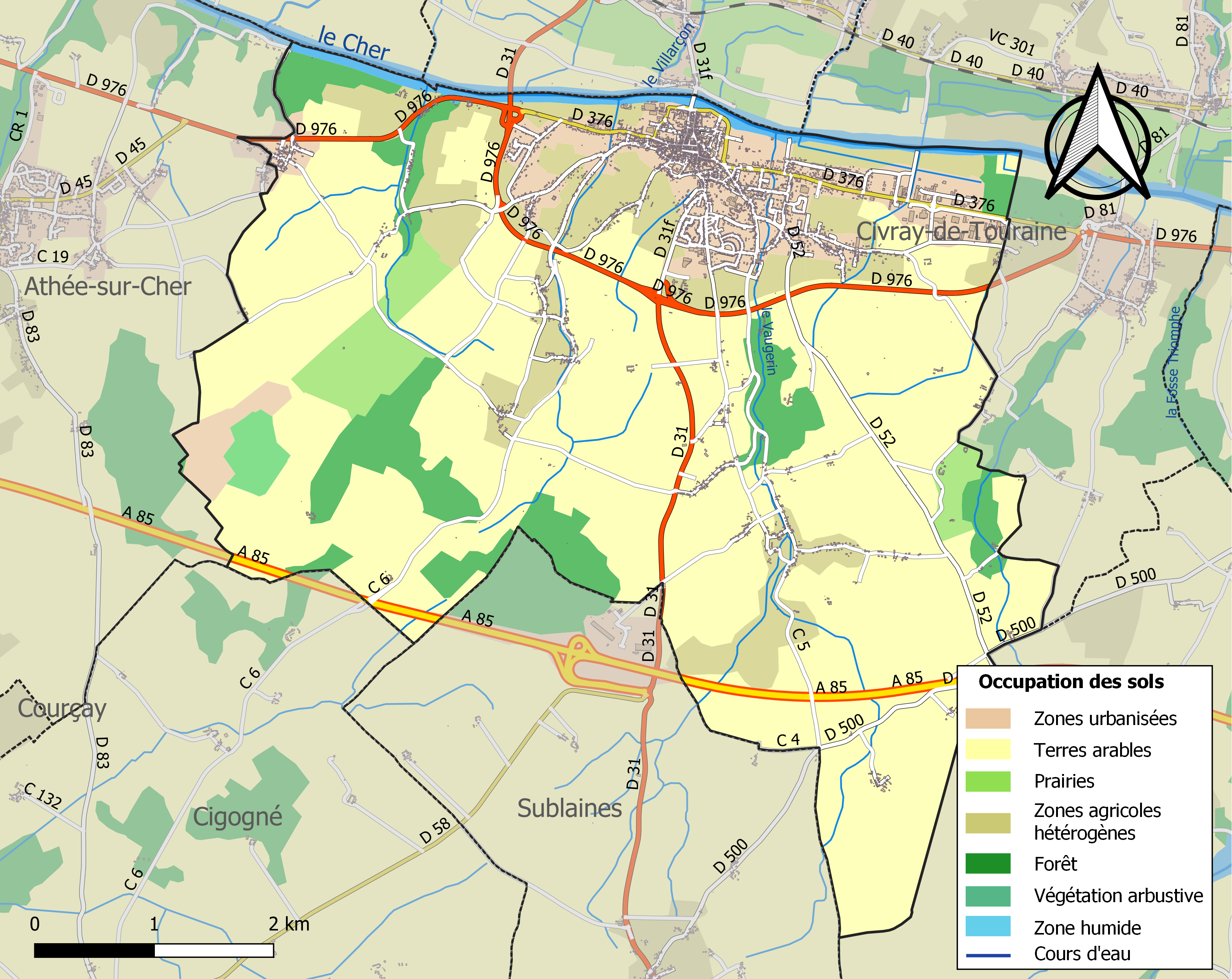
Carte des infrastructures et de l'occupation des sols de la commune en 2018 (CLC).

L'occupation des sols de la commune, telle qu'elle ressort de la base de données européenne d’occupation biophysique des sols Corine Land Cover (CLC), est marquée par l'importance des territoires agricoles (78,8 % en 2018), une proportion sensiblement équivalente à celle de 1990 (79,3 %). La répartition détaillée en 2018 est la suivante : 
terres arables (58,7 %), zones agricoles hétérogènes (12,7 %), forêts (8,6 %), zones urbanisées (7,6 %), cultures permanentes (4,1 %), prairies (3,3 %), zones industrielles ou commerciales et réseaux de communication (1,7 %), eaux continentales (1,3 %), mines, décharges et chantiers (1,1 %), milieux à végétation arbustive et/ou herbacée (0,8 %). L'évolution de l’occupation des sols de la commune et de ses infrastructures peut être observée sur les différentes représentations cartographiques du territoire : la carte de Cassini (XVIIIe siècle), la carte d'état-major (1820-1866) et les cartes ou photos aériennes de l'IGN pour la période actuelle (1950 à aujourd'hui).

### Voies de communication et transports

#### Axes routiers
L'autoroute A85 passe par le sud de la ville reliant les villes d'Angers et de Vierzon, sa sortie 11 permet de rejoindre la ville.
L'autoroute A10 (ou E60) passe par la ville d'Auzouer-en-Touraine à 30,5 km de Bléré.

#### Connexions aux liaisons de transports en commun routiers et ferroviaires interurbains
- Bléré-La-Croix est une gare traversée par le TER Centre Val de Loire reliant les villes de Tours, Bléré, Vierzon, Bourges, Nevers et Dijon (on peut aussi y rajouter Lyon). Horaires des trains : http://cdn.ter.sncf.com/medias/PDF/centre_val_de_loire/2_tcm56-112810_tcm56-112782.pdf
- La Ligne D du réseau de mobilité interurbaine (ou REMI) reliant les terminus Bléré-Tours dessert quatre arrêts à Bléré.

### Risques majeurs
Le territoire de la commune de Bléré est vulnérable à différents aléas naturels : météorologiques (tempête, orage, neige, grand froid, canicule ou sécheresse), inondations et séisme (sismicité faible). Un site publié par le BRGM permet d'évaluer simplement et rapidement les risques d'un bien localisé soit par son adresse soit par le numéro de sa parcelle.
Certaines parties du territoire communal sont susceptibles d’être affectées par le risque d’inondation par débordement de cours d'eau, notamment le Cher. La commune a été reconnue en état de catastrophe naturelle au titre des dommages causés par les inondations et coulées de boue survenues en 1982, 1999, 2001 et 2016,.

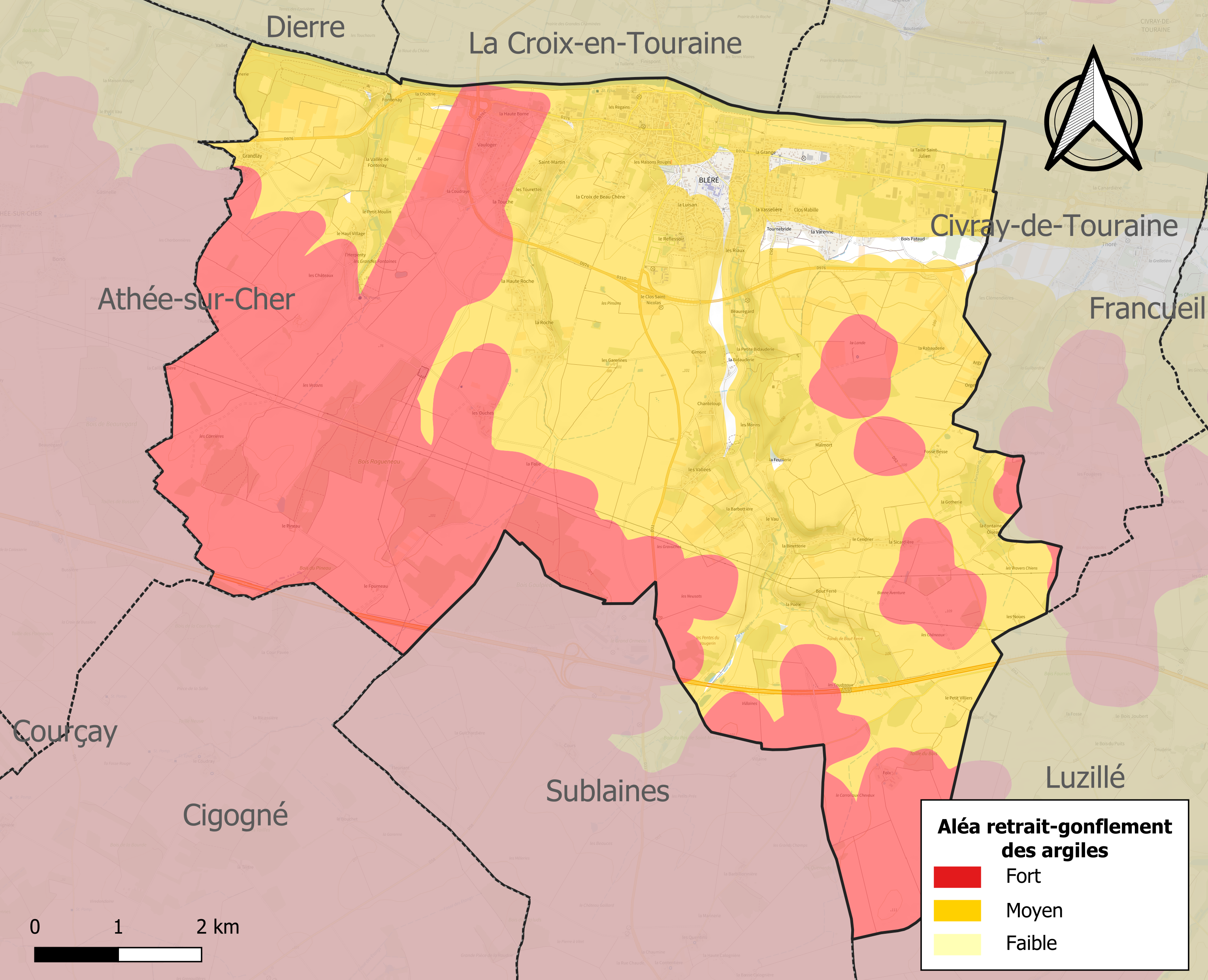
Carte des zones d'aléa retrait-gonflement des sols argileux de Bléré.

Le retrait-gonflement des sols argileux est susceptible d'engendrer des dommages importants aux bâtiments en cas d’alternance de périodes de sécheresse et de pluie. 97,6 % de la superficie communale est en aléa moyen ou fort (90,2 % au niveau départemental et 48,5 % au niveau national). Sur les 2 209 bâtiments dénombrés sur la commune en 2019, 1989 sont en aléa moyen ou fort, soit 90 %, à comparer aux 91 % au niveau départemental et 54 % au niveau national. Une cartographie de l'exposition du territoire national au retrait gonflement des sols argileux est disponible sur le site du BRGM,.
Concernant les mouvements de terrains, la commune a été reconnue en état de catastrophe naturelle au titre des dommages causés par la sécheresse en 1990 et par des mouvements de terrain en 1999.

## Histoire
La première mention écrite de Bléré nous est connue par Grégoire de Tours, évêque de Tours à la fin du VIe siècle, sous le nom Briotreide, composé d'origine gauloise désignant le village au pied du pont. Ce nom, latinisé, évoluera et donnera finalement Blere dès le XIIIe siècle. La présence d'un pont signifie que Bléré était sur une voie de passage de première importance. Il s'agissait en fait d'une voie reliant initialement Amboise à Loches — deux des capitales gauloises des Turones — puis par la suite Poitiers à Amboise et enfin grand chemin royal de Paris vers l'Espagne.

### Préhistoire
De nombreux témoignages archéologiques ont été retrouvés, notamment en ce qui concerne le néolithique. Un atelier de taille de silex a été découvert aux lieux-dits la Folie et Fontenay (à l'ouest de Bléré, en direction de Tours).

### Époque gallo-romaine
Déjà village gaulois, la petite cité s'est développée dès cette époque. D'autres hameaux importants existaient sur les plateaux au sud de Bléré, et les vestiges d'un important village de l'âge de bronze à l'époque gallo-romaine ont été retrouvés sous le bois Gaulpied. Un aqueduc canalisant les eaux des Grandes Fontaines fut construit afin de les conduire jusqu'à la ville de Tours. En 1860, l'abbé Bourassé découvre l'existence, à Athée-sur-Cher, d'une voie romaine qui traverse le Cher à Bléré.

### Moyen Âge
Une première église est bâtie à Bléré par saint Brice, un disciple de saint Martin, en 474. En 838, les Normands en route vers Tours qu'ils souhaitent assiéger brûlent et pillent Bléré ainsi qu'Amboise, avant d'être écrasés sur le site actuel du village de Saint-Martin-le-Beau ("le Beau" venant ici du latin "bellum" signifiant donc : Saint Martin le guerrier). L'église de Bléré est incendiée par les Normands.
Le seigneur de Bléré, Pierre Bérard, a fait consolider des fortifications de Bléré en 1449,, édifiées par l'un de ses prédécesseurs seigneur d'Amboise vraisemblablement à partir de 1118 par Hugue Ier d'Amboise. Les murailles délimitaient le vieux bourg : à l'ouest par la rue des Déportés (anciennement rue des Fossés), à l'est par le cours du Vaugerin et au sud par le mail Victor-Hugo (ancien mail de la Carrière). Le pont faisait partie du dispositif de fortifications et comportait une tour forte à son entrée, côté La Croix appelée tour Bacane, et une tour forte en son milieu avec pont-levis, qui faisait également office de prison de la châtellenie. Le pont, ainsi que la rivière du Cher, étaient soumis à un droit de péage dont devaient s'acquitter les passants et bateliers sur les marchandises transportées, de prérogative seigneuriale. Cette tour fut transformée au XVIe ou XVIIe siècle en un moulin banal à deux meules.
Au centre de la ville, se trouve l'église, dans l'axe de l'ancien pont (décalé par rapport à l'actuel) et la place Charles-Bidault, lieu d'un ancien marché très important dans la région. Sur cette place était bâtie la halle, où se tenaient le marché au blé, et à l'étage les audiences de la justice seigneuriale.
Les tablettes de voyage de Philippe-le-Bel indiquent que le roi a dormi à Bléré le 23 août 1301. Jeanne d'Arc serait passé par Bléré en 1429.

### XVIIeetXVIIIesiècles
La terre et châtellenie de Bléré appartiennent au XVIIe siècle à la famille de Faverolles, descendante des Bérard. Elle est acquise par adjudication sur Jacques de Faverolles en 1679 par Étienne Guillerault, avocat en Parlement. En 1736, Gabriel Taschereau de Baudry achète la terre de Bléré aux héritiers Guillerault de Bléré. Le domaine passe ensuite à son petit-fils Maximilien de Malon de Bercy, riche famille dans laquelle il reste jusqu'au XIXe siècle. Le domaine est ensuite acquis par la famille Blume. Durant la Seconde Guerre mondiale, ils seront contraints de quitter la châtellenie du fait de l’arrivée des nazis.

### Seconde Guerre mondiale
Pendant la Seconde Guerre mondiale, Bléré était coupée par la ligne de démarcation : le centre ville était occupé tandis que des hameaux au sud se trouvaient en zone libre. Ainsi, des habitants de Bléré sont devenus des passeurs, aidant certaines personnes à passer en zone libre.

### Héraldique
| Blason de Bléré | Les armes de Bléré se blasonnent ainsi : De gueules à trois boisseaux d'argent. |

## Politique et administration

### Tendances politiques et résultats
| Scrutin             | Scrutin             | 1er tour | 1er tour | 1er tour | 1er tour | 1er tour | 1er tour | 1er tour | 1er tour  | 1er tour | 1er tour | 1er tour | 1er tour | 2d tour | 2d tour | 2d tour | 2d tour | 2d tour | 2d tour |
| Scrutin             | Scrutin             | 1er      | 1er      | %        | 2e       | 2e       | %        | 3e       | 3e        | %        | 4e       | 4e       | %        | 1er     | 1er     | %       | 2e      | 2e      | %       |
| ------------------- | ------------------- | -------- | -------- | -------- | -------- | -------- | -------- | -------- | --------- | -------- | -------- | -------- | -------- | ------- | ------- | ------- | ------- | ------- | ------- |
| Présidentielle 2017 | Présidentielle 2017 |          | LR       | 22,03    |          | FN       | 21,61    |          | EM        | 21,48    |          | LFI      | 18,11    |         | EM      | 62,84   |         | FN      | 37,16   |
| Présidentielle 2022 | Présidentielle 2022 |          | LREM     | 30,38    |          | LFI      | 16,10    |          | RN        | 26,83    |          | LR       | 6,17     |         | LREM    | 56,05   |         | RN      | 43,95   |
| Législatives 2022   | 2e                  |          | RE-Ens   | 40,82    |          | RN       | 23,94    |          | LFI-Nupes | 19,30    |          | LR       | 5,92     |         | RE      | 61,48   |         | LFI     | 38,52   |
| Législatives 2024   | 2e                  |          | RE-Ens   | 37,79    |          | RN       | 36,52    |          | LFI-NFP   | 18,21    |          | LR       | 5,72     |         | RE      | 59,01   |         | RN      | 40,99   |

### Liste des maires
| Période                                  | Période      | Identité           | Étiquette     | Qualité                                                                    |
| ---------------------------------------- | ------------ | ------------------ | ------------- | -------------------------------------------------------------------------- |
| Les données manquantes sont à compléter. |              |                    |               |                                                                            |
| 1944                                     | 1945         | Edmond Crespin     | SFIO          | Employé de commerce Conseiller général (1945-1949)                         |
| 1945                                     | 1959         | Léon Foussereau    |               |                                                                            |
| 1959                                     | 1970         | Jacques Reuillon   |               |                                                                            |
| 1970                                     | 1977         | Marcel Andrieu     |               |                                                                            |
| 1977                                     | juin 1995    | Jacques Gentilleau | Ind.          | Médecin                                                                    |
| juin 1995                                | mars 2014    | Georges Fortier    | RPR puis UMP  | Médecin Conseiller général (1979-2004)                                     |
| mars 2014                                | juillet 2017 | Daniel Labaronne   | DVG puis LREM | Docteur en sciences économiques, universitaire et écrivain Député (2017- ) |
| juillet 2017                             | mai 2020     | Lionel Chanteloup  | DVG           | Retraité                                                                   |
| mai 2020                                 | En cours     | Fabien Nebel       | DVC           | Enseignant chercheur à l'Université de Tours                               |

Les élections municipales du 23 mars 2014 ont été annulées (Lors du 1er tour) et la ville de Bléré placée sous tutelle provisoire de la préfecture d'Indre-et-Loire (3 anciens fonctionnaires préfectoraux font office de maire pour gérer les affaires courantes et organiser de nouvelles élections. Le maire sortant, Georges Fortier, lors du dépouillement du scrutin, invalide la totalité des bulletins de la liste arrivée à la seconde place, menée par Jean-Jacques Reuillon (divers droite), soit 878 bulletins déclarés nuls. Le motif invoqué est qu'un de ses colistiers était d'origine portugaise et que cela n'était pas mentionné sur le bulletin de vote. L'élection est finalement invalidée quand la totalité des nouveaux élus démissionnent à la veille du premier conseil municipal.

### Politique environnementale
Dans son palmarès 2016, le Conseil National des Villes et Villages Fleuris de France a attribué trois fleurs à la commune au Concours des villes et villages fleuris.

### Jumelages
Garrel (Allemagne) : le jumelage concerne tout le canton de Bléré ; le siège du comité du jumelage se trouve à Bléré.

## Population et société

### Démographie

#### Évolution démographique
L'évolution du nombre d'habitants est connue à travers les recensements de la population effectués dans la commune depuis 1793. Pour les communes de moins de 10 000 habitants, une enquête de recensement portant sur toute la population est réalisée tous les cinq ans, les populations de référence des années intermédiaires étant quant à elles estimées par interpolation ou extrapolation. Pour la commune, le premier recensement exhaustif entrant dans le cadre du nouveau dispositif a été réalisé en 2005.

En 2022, la commune comptait 5 340 habitants, en évolution de +0,6 % par rapport à 2016 (Indre-et-Loire : +1,67 %, France hors Mayotte : +2,11 %).
| 1793  | 1800  | 1806  | 1821  | 1831  | 1836  | 1841  | 1846  | 1851  |
| ----- | ----- | ----- | ----- | ----- | ----- | ----- | ----- | ----- |
| 2 153 | 2 519 | 2 475 | 2 663 | 2 948 | 2 978 | 3 417 | 3 493 | 3 676 |

| 1856  | 1861  | 1866  | 1872  | 1876  | 1881  | 1886  | 1891  | 1896  |
| ----- | ----- | ----- | ----- | ----- | ----- | ----- | ----- | ----- |
| 3 431 | 3 477 | 3 561 | 3 510 | 3 675 | 3 688 | 3 599 | 3 272 | 3 269 |

| 1901  | 1906  | 1911  | 1921  | 1926  | 1931  | 1936  | 1946  | 1954  |
| ----- | ----- | ----- | ----- | ----- | ----- | ----- | ----- | ----- |
| 3 288 | 3 342 | 3 533 | 3 156 | 3 160 | 3 041 | 3 070 | 3 250 | 3 420 |

| 1962  | 1968  | 1975  | 1982  | 1990  | 1999  | 2005  | 2006  | 2010  |
| ----- | ----- | ----- | ----- | ----- | ----- | ----- | ----- | ----- |
| 3 450 | 3 832 | 4 113 | 4 057 | 4 388 | 4 576 | 5 024 | 5 048 | 5 213 |

| 2015  | 2020  | 2022  | - | - | - | - | - | - |
| ----- | ----- | ----- | - | - | - | - | - | - |
| 5 312 | 5 264 | 5 340 | - | - | - | - | - | - |

#### Pyramide des âges
La population de la commune est relativement âgée. En 2018, le taux de personnes d'un âge inférieur à 30 ans s'élève à 28,6 %, soit en dessous de la moyenne départementale (34,9 %). À l'inverse, le taux de personnes d'âge supérieur à 60 ans est de 35,5 % la même année, alors qu'il est de 27,8 % au niveau départemental.
En 2018, la commune comptait 2 472 hommes pour 2 778 femmes, soit un taux de 52,91 % de femmes, légèrement supérieur au taux départemental (51,91 %).
Les pyramides des âges de la commune et du département s'établissent comme suit.
| Hommes | Classe d’âge | Femmes |
| ------ | ------------ | ------ |
| 1,4    | 90 ou +      | 4,6    |
| 12,0   | 75-89 ans    | 15,0   |
| 18,2   | 60-74 ans    | 19,3   |
| 20,4   | 45-59 ans    | 19,8   |
| 16,4   | 30-44 ans    | 15,3   |
| 14,6   | 15-29 ans    | 12,5   |
| 17,1   | 0-14 ans     | 13,4   |

| Hommes | Classe d’âge | Femmes |
| ------ | ------------ | ------ |
| 0,9    | 90 ou +      | 2,2    |
| 7,9    | 75-89 ans    | 10,2   |
| 17,3   | 60-74 ans    | 18,1   |
| 19,8   | 45-59 ans    | 19,1   |
| 17,9   | 30-44 ans    | 17,2   |
| 18,5   | 15-29 ans    | 17,5   |
| 17,6   | 0-14 ans     | 15,6   |

### Enseignement
Bléré se situe dans l'académie d'Orléans-Tours (Zone B) et dans la circonscription d’Amboise. La commune compte 4 établissements scolaire : l'école maternelle publique Jeanne-Lecourt, l'école élémentaire publique Balzac, l'école primaire privée Sainte-Jeanne-d'Arc et le collège Le Réflessoir.
La ville possède aussi une école de musique "Christian-Pommard".

## Lieux et monuments

### Chapelle Jehan de Seigne
ɺ

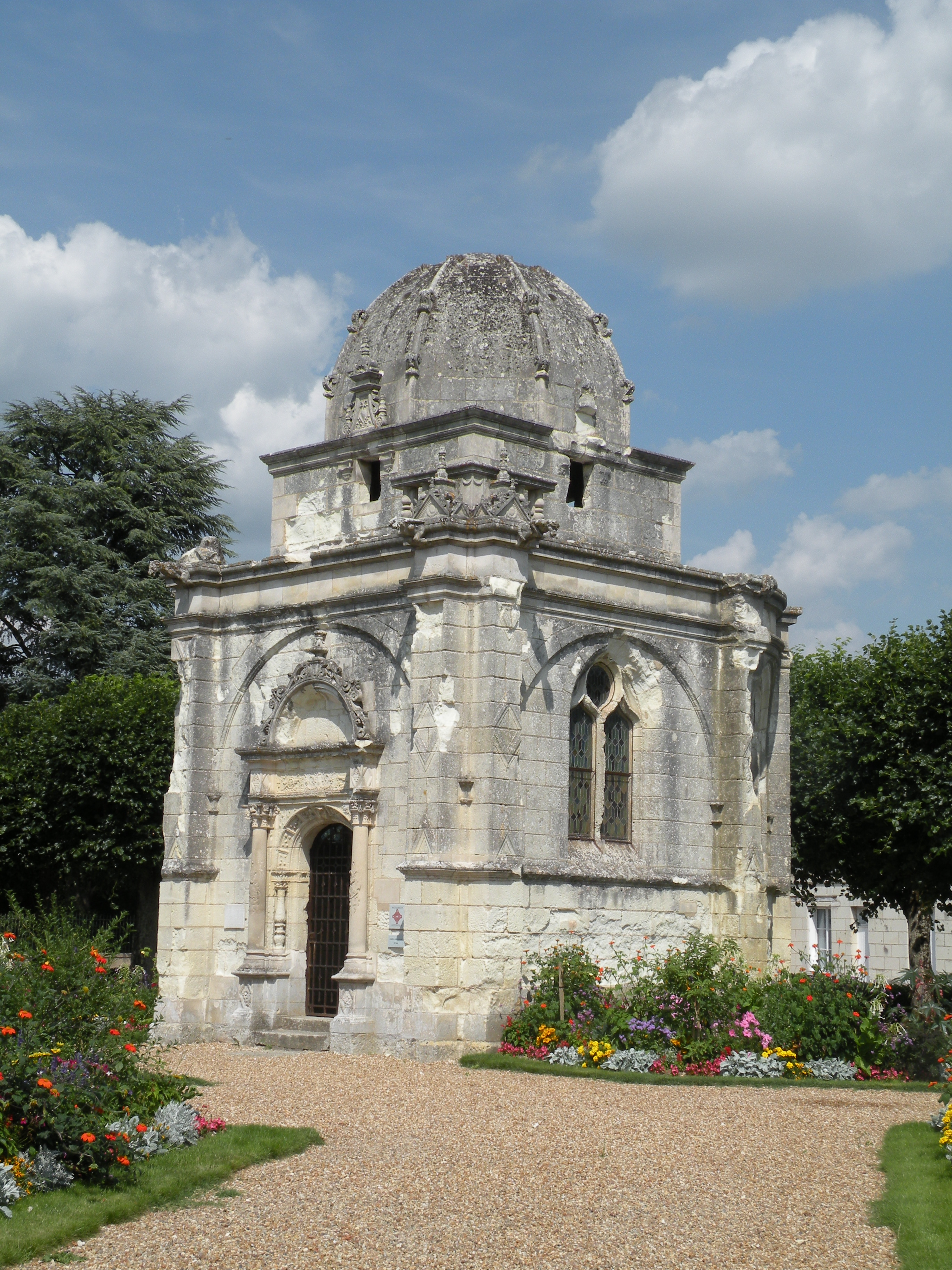
Chapelle de Seigne.

Elle se trouve dans le jardin public, près du monument aux morts, qui a remplacé l'ancien cimetière de Bléré. De ce cimetière subsiste cette chapelle funéraire exceptionnelle, classé monument historique dès 1875. Elle fut édifiée en 1526 par Jehan de Seigne à la mémoire de son père, Guillaume de Seigne, trésorier général de l'artillerie du roi, seigneur de la Lande.

### Le Grand Logis
Il s'agit d'un manoir qui était la maison seigneuriale de Bléré et le siège de la châtellenie. C'est Pierre Bérard, chevalier, maître d’hôtel du roi, seigneur châtelain de Bléré, La Croix, Civray et Chissay, qui fit construire le « Grand Logis » vers 1446, à la suite de l'acquisition de la terre de Bléré. Autrefois dénommé château de Bléré, il était initialement plus grand, avec dépendances, colombiers, jardins et portail monumental d'entrée. Délaissé par les seigneurs de Bléré à la fin du XVIIe siècle, d'importants travaux de réhabilitation avaient été entrepris dès 1781 par Maximilien de Malon de Bercy, marquis de Bercy et seigneur de Bléré. Sa mort à peine quelques mois après a arrêté ses projets pour Bléré. D'importantes modifications ont eu lieu aux XIXe et au XXe siècle. La commune a acquis ce lieu en 1950 et a entrepris la destruction de l'ensemble des dépendances et d'une aile en 1960 afin de les remplacer par les cours et bâtiments de l'école publique.

### Église Saint-Christophe

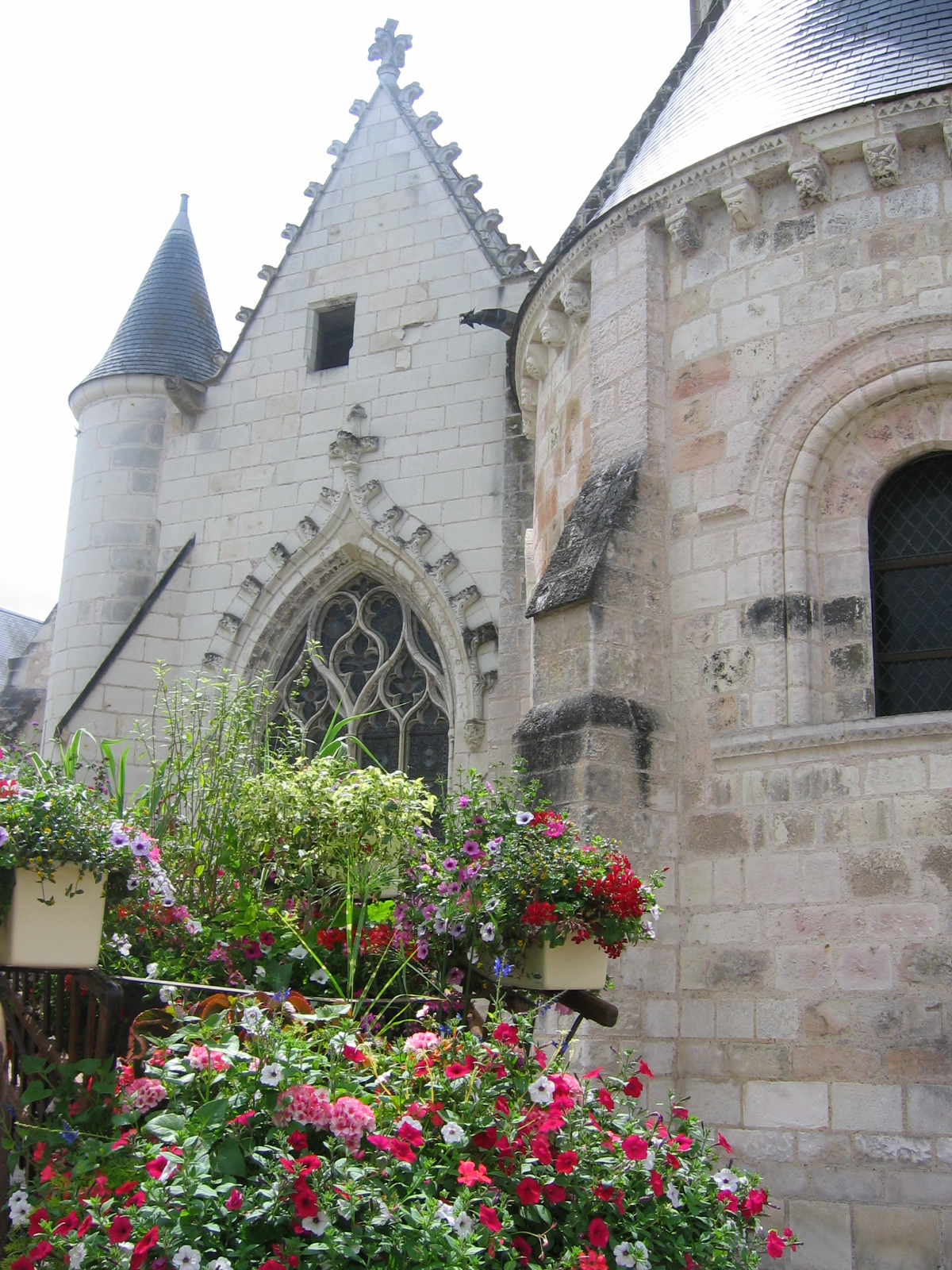
Église Saint-Christophe.

Elle se compose de deux édifices distincts : l'église Saint-Christophe (XIe – XIIe siècle) et la chapelle Sainte-Agnès, réunis par une construction du XVe siècle. Elle fut bâtie sur l'emplacement d'une église beaucoup plus ancienne. Des chapelles lui ont été annexées : la chapelle Saint-Jean au XVe siècle sur l'initiative de Gonzalve d'Ars, gouverneur de Bléré, la chapelle Fortier au XVIe siècle où repose Florimond Fortier, seigneur de Resnay, et surtout la chapelle seigneuriale vers 1464, bâtie pour recevoir le tombeau de Pierre Bérard et sa femme Jeanne Chérité et qui abrite une pietà sculptée par Louis Borie.

### Logis de Boisramé
Ce logis date du XVIe siècle et fut édifié sur l'emplacement d'un manoir fortifié par Guillaume de Seigne, trésorier de l'artillerie royale, vers 1524. Il appartient ensuite à son fils Jehan de Seigne. Au XVIIe siècle, il était la propriété de la famille Sallier, seigneurs d'Athée puis de Lauconnière, puis celle de la famille Daen au XVIIIe siècle, seigneurs d'Athée au XVIIIe siècle. En 1770, il passa dans le patrimoine de la lignée Lefèbvre.

### La Coursicauderie
Également connu sous le nom d'hôtel Lemaître, ce château était la demeure d'Auguste Lemaître et Françoise Gaberot, une riche famille de Bléré ; ils le firent édifier en 1841 par l’architecte parisien A. Panost. Cette propriété, entourée de hauts murs et dotée d'un parc, fut acquise en 1982 par la commune de Bléré, qui après quelques aménagements en a fait le siège de sa mairie.

### Château de Fontenay
Le lieu et hébergement de Fontenay était la propriété au XVIIe siècle de la famille de Boisgauthier, puis de celle des Dubois de Montmoreau et de Georges Guill. Cette propriété était initialement liée à celle de la seigneurie de l'Arpentil (Herpenty) toute proche. Ces propriétés furent acquises par Gabriel Taschereau de Baudry en 1730 des mains de M. Greffier, receveur général des finances de Poitiers, et réunies au domaine du château de Bléré. Le château avait été bâti au XVIe siècle, mais il fut très endommagé par l'incendie que les Prussiens déclenchèrent en représailles en 1871. Auguste Bucquet son propriétaire d'alors engagea sa reconstruction.

### Château de Fossembault
Demeure bâtie en 1832 sur l'emplacement d'un manoir du XVIe siècle qui était la demeure de la famille de la Bretonnière. Au XVIIe siècle, elle était celle de la famille Nau, puis celle d'Étienne Guillerault père, avocat en Parlement, anobli par Louis XIV et au début du XVIIIe siècle habité par ses arrière-petits neveux Étienne et Simon Fremy, héritiers seigneurs de Bléré. Également acquis des mains des Fremy par Gabriel Taschereau de Baudry en 1736 et réuni au domaine du château de Bléré.

### Manoir de Beauregard
Gentilhommière du XVIIe siècle, propriété de la famille Haren du XVIe au XIXe siècle.

### Le Belvédère

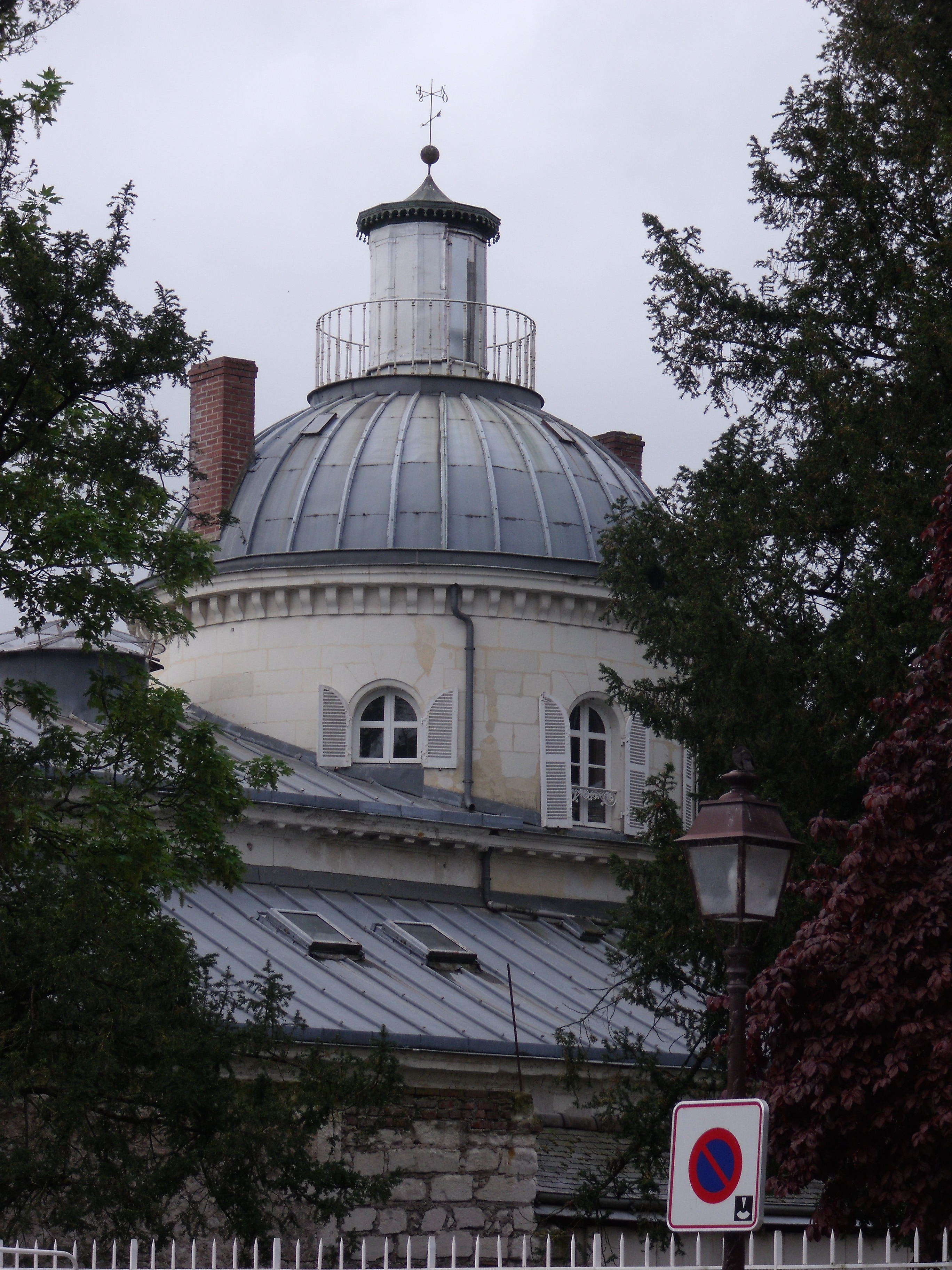
Le Belvédère : une copie du château de Bagatelle réalisée pour Henry Marcel.

Cette demeure bâtie en 1832 pour Henry Marcel est une réplique du château de Bagatelle. Elle incarne ce que l'on nomme les "folies", demeures extravagantes bâties pour la grande bourgeoisie, avant tout des résidences secondaires. Cette demeure, sise au 24 rue des Déportés, classée aux Monuments Historiques, est actuellement (mai 2014) une maison d'hôtes.

### Manoir de Boispateau
Ancienne maison seigneuriale du XVIe siècle, propriété de la famille de Seigne au XVIe siècle, dont ils avaient obtenu érection en fief par concession accordée par l'abbaye de Saint-Julien.

### Manoir de Crespières
Demeure reconstruite au XIXe siècle sur le lieu d'une maison seigneuriale du XVe siècle dont il reste le colombier, intégré à la construction actuelle, ainsi que deux tourelles d'enceinte. Cette terre seigneuriale était la propriété d'Antoine des Dues, sieur de Crespières, en 1600 et fut vendue à Jacques de Faverolles, chevalier, seigneur de Bléré en 1653 dont ses descendants restèrent propriétaires jusqu'au XVIIIe siècle.

### Moulin des Aigremonts

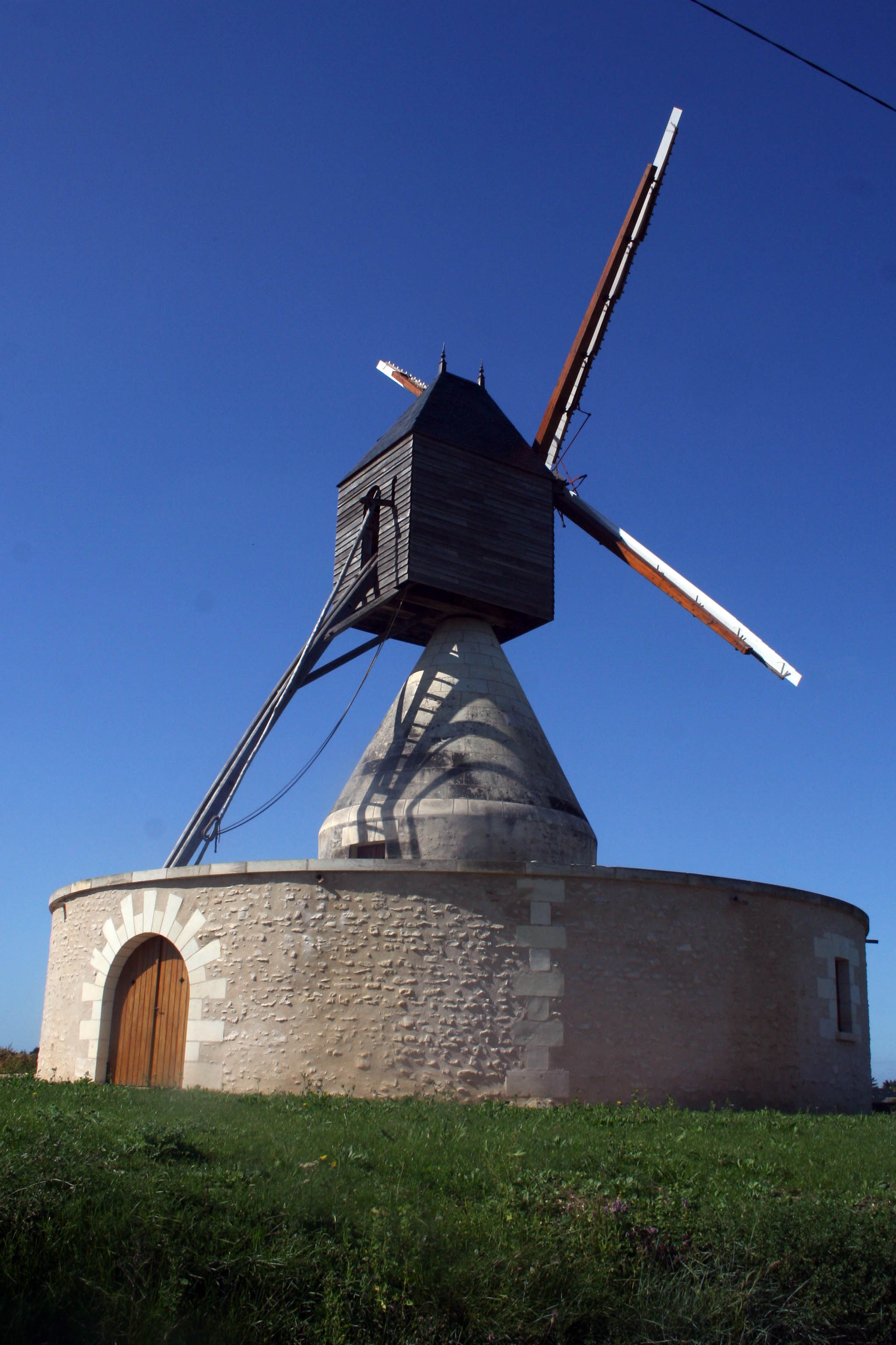
Moulin cavier des Aigremonts.

Le moulin des Aigremonts est situé en bordure de la route de Loches. Il est de type moulin cavier. Construit en 1848 par M. Bergeault, il devient propriété de la commune de Bléré en février 2003. Le moulin des Aigremonts a retrouvé son allure grâce à la pose des ailes en décembre 2006. Il est aujourd'hui possible de le visiter sur demande.

### Tombe de Nelly Chaumier par Hector Guimard
Jusqu'en novembre 2008, on connaissait par quelques documents conservés au Musée d'Orsay l'existence d'une tombe réalisée par Hector Guimard, représentant majeur de l'Art nouveau en France, que l'on connaît notamment pour les entourages des entrées du métro parisien. Celle-ci a été redécouverte par un correspondant du Cercle Guimard à l'entrée du cimetière de Bléré. Hector Guimard a réalisé plusieurs tombes mais ne faisait aucune publicité sur cet aspect de son travail qu'il jugeait probablement secondaire.
Quoique dépouillée, la tombe est de style Art nouveau et comporte l'épitaphe « Ici repose Nelly Chaumier (1839-1897) ».

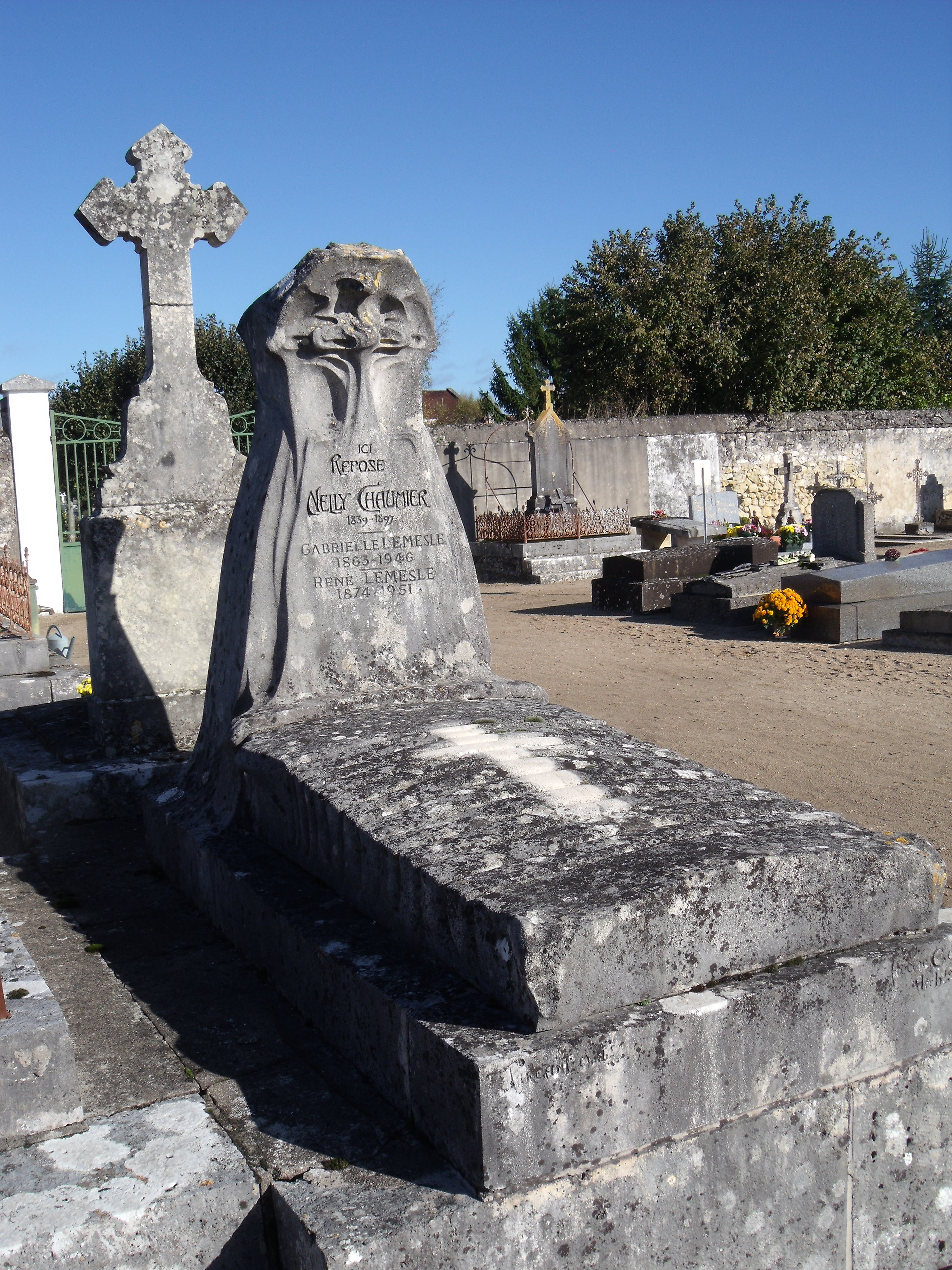
La tombe de Nelly Chaumier par Hector Guimard, située au cimetière de Bléré.

### L'écluse et le barrage à aiguilles
Le Cher a été canalisé au XIXe siècle. L'écluse de Bléré est située à proximité d'un barrage à aiguilles.
proximité de l'écluse, on notera le double logement de l'éclusier et du barragiste (destiné à les accueillir avec leurs familles). Les façades indiquent le niveau des eaux lors des précédentes inondations (notamment celle de 1856, la plus importante à ce jour).

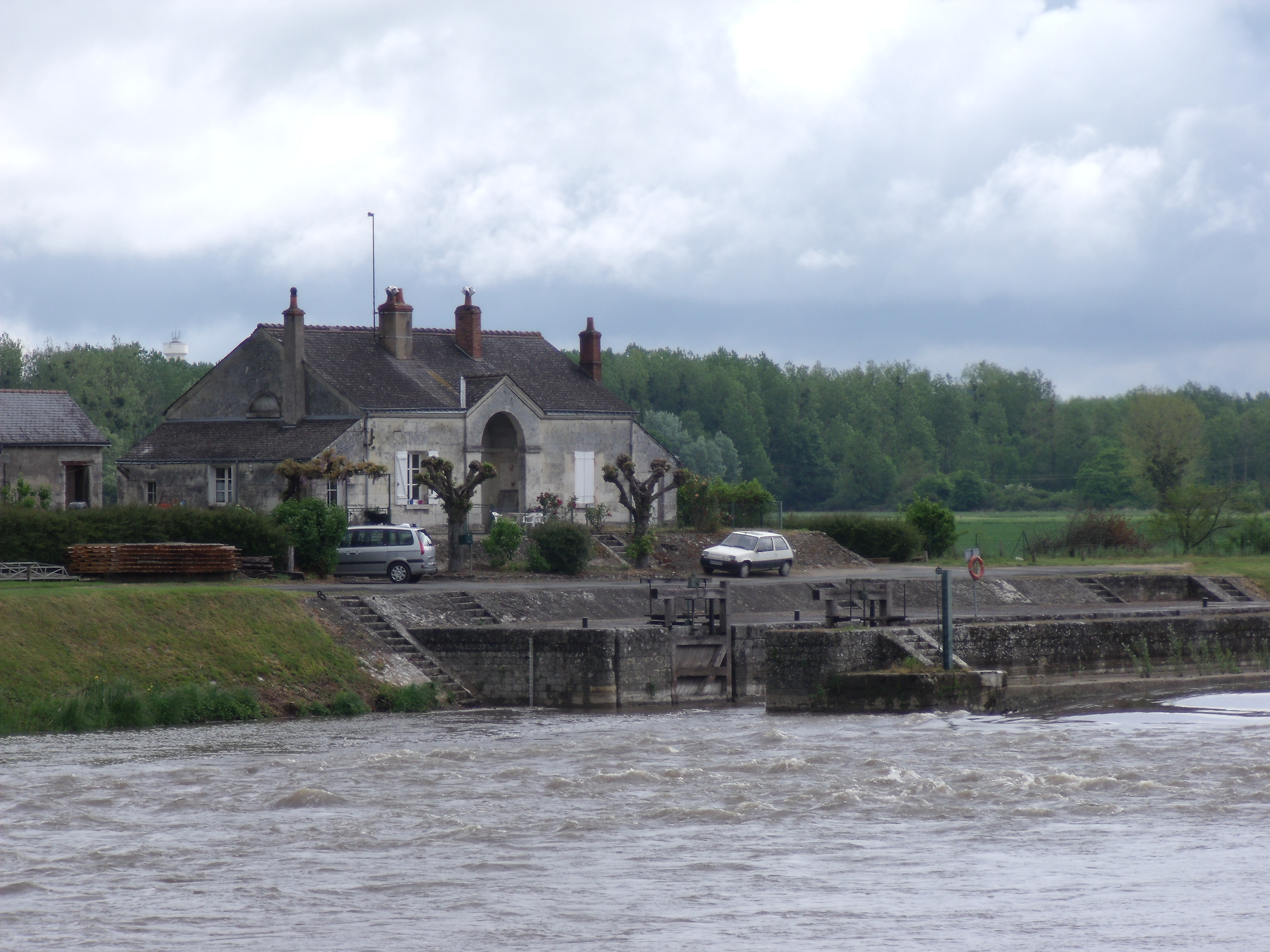
L'écluse et le barrage à aiguilles.

## Personnalités liées à la commune
- Paul Racault (1881-1956). Né à Bléré, où il est enterré, il fonda en 1932 la Fédération des Œuvres laïques d'Indre-et-Loire.
- Jean-Lambert Tallien (1767-1820). Révolutionnaire français, proche de Marat puis de Danton, il est l'un des responsables de la chute de Robespierre en 1794. Il a passé une partie de sa jeunesse à Bléré.
- Octave Linet (1870-1962). Né à Bléré, Octave Linet a entamé une carrière de peintre, de restaurateur et de collection d'art.
- Dominique Dunois, née Marguerite Lemesle (1888-1969). Écrivaine, prix Fémina 1928 pour son roman Georgette Garou. Née à Paris, elle a fait ses études à Tours puis a vécu à Bléré aux côtés de sa mère et son frère, le docteur René Lemesle (1874-1951). Une partie de ses romans ont pour cadre le village de Bléré et ses environs.
- Charles Bidault (1851-1917). Homme politique français né à Bléré. Maire de Bléré en 1880. Sénateur d'Indre-et-Loire de 1897 à 1917.
- Henri Lemaître (1894-1935). Aviateur né à Bléré dans la demeure familiale (l'actuelle mairie).
- François Bertrand (1824-1849). Militaire français, avec le grade de sergent, il s'illustre entre 1847 et 1849 dans une série d'affaires de nécrophilie. En 1847, son régiment stationne à Tours et le sergent Bertrand est envoyé en garnison à Bléré où il commet ses premiers actes nécrophiles au cimetière de la ville. Il est arrêté à Paris, après avoir violé plusieurs sépultures au cimetière du Montparnasse.
- Stéphanie Hein, première femme meilleure ouvrière de France en boucherie.